# Individuální psychologie
Individuální psychologie je jedním z psychologických směrů, které patří do oblasti hlubinné psychologie. Jejím zakladatelem je rakouský psychiatr a psycholog Alfred Adler.
Adler byl nejdříve spolupracovníkem Sigmunda Freuda, ale když v roku 1911 vypracoval vlastní koncepci individuální psychologie, odklonil se od Freudovy psychoanalýzy. Největší rozdíl je v hlavním motivu lidského jednání, za který Freud považoval sexuální pud, dle Adlera jím je tzv. pud sebeuplatnění. V individuální psychologii je motivací chování člověka jeho budoucnost, kdežto v psychoanalýze je to minulost. Tvrdí proto, že si vytváříme fiktivní cíle, které vychází z našeho subjektivního vnímání světa. Je tomu tak, protože člověk přirozeně touží po tom stát se lepším člověkem. Dalším rozdílem je pojem mysli. V psychoanalýze je představený ledovec, kde větší část ledovce (nevědomí) je skrytá pod hladinou a menší (vědomí) je “nahoře”, světu viditelné, naopak u individuální psychologie je pojem mysli reprezentován stromem s malými kořeny (nevědomí), ale bujným porostem nad zemí (vědomí).
Adler byl jeden z prvních psychologů, jenž začal brát člověka jako sociálního jedince a jako jeden celek (individuum).
Hlavními tématy, kterými se individuální psychologie zabývá jsou účelovost lidského chování, pocit spolupatřičnosti, komplex méněcennosti a nadřazenosti. Také se zabývá sourozeneckými vztahy a psychologií snů.

## Tři hlavní principy Adlerovy individuální psychologie
Podle prvního principu Adlerovy psychologie je každý člověk nedělitelná jednota, individualita, která funguje jako ucelená bytost. Názvem individuální psychologie se Adler snažil vyjádřit protiklad k sociální psychologii, která člověka rozdělovala na různé oblasti oddělené rozmanitými překážkami. Stoupenci Adlerovy psychologie označují svou psychologii jako holistickou. Právě holismus je tedy prvním principem Adlerovy teorie.
Druhým principem Adlerovy individuální psychologie je účelovost lidského chování. Chování člověka můžeme dle Adlerovy teorie pochopit pouze tehdy, pokud porozumíme jeho cílům, kterými je jedinec charakterizován a determinován. Ovšem tyto cíle nemusí být vědomé a vědomě záměrné.
Třetím principem, a principem posledním, je cíl sounáležitosti. Tato potřeba je pro všechny lidi potřebou základní. Cit sounáležitosti je stimulován kooperací, důvěrou, respektováním jedince, nebo uvědoměním si, že všichni jsme si rovnocenní. Adler uznává vliv dětství, ale nepovažuje jej za determinující. Dětství je sice ideálním obdobím na plný rozvoj citu sounáležitosti, avšak tento cit se dle Adlera může rozvíjet v každém věku. Cit sounáležitosti je nejzákladnějším procesem, kterým může jedinec naplnit svůj lidský potenciál. Tento princip pomáhá dodávat odvahu, povzbuzuje člověka zkoušet nové věci, pobízí ho ke spolupráci s lidmi a pomáhá nevzdávat se a překonávat překážky.

## Komplex méněcennosti a nadřazenosti
Značný důraz ve svém díle klade Adler na komplex méněcennosti. Argument je postaven na příkladu dítěte s „méněcennými orgány“, které má pro svou slabost, v porovnání s ostatními dětmi, větší tendenci k potlačování společenského citu. Stejným způsobem u všech dětí – které jsou ve srovnání se světem dospělých méněcenné a nemohly by bez jejich péče obstát – již od raného dětství vzniká tento komplex. Zmíněná úvaha vede k závěru, že tato skutečnost je nevyhnutelná, avšak ovlivnitelná výchovou, což také ukazuje jeho názor na determinaci jedince v dětství.
Po uvážení tohoto výchozího bodu dochází Adler ke druhému pojmu, a to ke komplexu nadřazenosti. O tuto nadřazenost jedinec usiluje ve snaze kompenzovat druhý, již zmíněný komplex, a dochází pak k jevu, kdy se tyto komplexy vyskytují společně. Tuto snahu považuje za hybnou sílu ke každému výkonu, což pak spolu s pocity nejistoty a nedokonalosti pomáhá k vytvoření životního cíle.

## Sourozenci a sny

### Sourozenci
Adleriáni zastávají názor, že sourozenecké pozice mají výrazný vliv na chování jedince. Tvrdí, že každé dítě, pocházející z té samé rodiny, má rozdílné postavení a vyrůstá v odlišné situaci.
Prvorozené dítě dostává ze začátku svého života nadměrnou pozornost, což se však po narození jeho sourozenců zásadním způsobem změní. Tato skutečnost vede často k citovému utrpení nejstaršího dítěte, přičemž ho tento pocit může provázet až do dospělosti. Od prvorozeného dítěte se také očekává, že bude ve srovnání se svými sourozenci to nejrozumnější a nejsilnější dítě, kterému rodiče dávají najevo svou největší důvěru.
Pro druhé, nebo prostřední dítě je typické, že se snaží vyrovnat svému staršímu sourozenci a chce za každou cenu uspět. Proto má tendenci svým rodičům, či jiným autoritám, odporovat a vzdorovat.
Dle Adlerovy teorie je nejmladší dítě většinou to, kterému se dostává největší pozornosti. Z toho důvodu bývá rozmazlené, nesamostatné (vyžaduje od rodičů největší pomoc) a také to u něho může vést k narušení schopnosti se přizpůsobit.

### Sny
Podle Adlera je smyslem snů jednak pochopení situace, ve které se člověk v danou chvíli nachází, zadruhé pak samotná příprava na budoucnost. Sen je bezprostředně propojený s každodenním životem člověka, a pokud je správně interpretovaný, ztrácí svou záhadnost. Adlerova teorie také tvrdí, že pokud někdo trpí nepřítomností snů, znamená to, že svoje sny už dokonale pochopil, a tak pro něho ztrácejí význam.